# Airport 1975
Airport 1975 is een Amerikaanse rampenfilm uit 1974 in een regie van Jack Smight. De film was de eerste sequel op Airport uit 1970 en het vervolg in de gelijknamige filmtetralogie. In de film hebben Charlton Heston en Karen Black hoofdrollen als piloot en hoofdstewardess van een vliegtuig waarvan de cockpit geraakt wordt door een kleiner ander vliegtuig, met rampzalige gevolgen.

## Verhaal
Columbia Air Lines vlucht 409 is een Boeing 747-100 op een nachtelijke verbinding tussen Washington Dulles International Airport en Los Angeles International Airport. Scott Freeman is een zakenman uit New Mexico die met zijn eigen zakenjet Beechcraft Baron naar een dringend bijeengeroepen verkoopsmeeting vliegt in Boise, Idaho. Een occlusiefront zorgt voor slechte weersomstandigheden in de volledige zone van de westkust van de Verenigde Staten en de luchthaven van LA meldt een zichtbaarheid van nul meter. Columbia 409 en de Beechcraft van Freeman worden beide afgeleid naar Salt Lake City International Airport.
De luchtverkeersleiding van Salt Lake City laat Columbia 409 landen voor de Beechcraft. Terwijl Columbia 409 begint aan zijn finale daling klikt eerste officier Urias zichzelf los uit zijn stoel om een waargenomen vibratie te controleren. Net dan krijgt Freeman in zijn vliegtuig een zware hartaanval en stuurt zijn toestel in een laatste beweging in de aanvliegroute van Columbia 409. De Beechcraft raakt Columbia 409 vooraan, net boven de stoel van de copiloot. Door het ontstane gat wordt Urias uit het vliegtuig gezogen en wordt de vluchtingenieur Julio fataal geraakt. De piloot, kapitein Stacy wordt geraakt door brokstukken in het gezicht en verliest zijn zicht. Nancy Pryor, de hoofdstewardess, stormt de cockpit binnen waar kapitein Stacy als een van zijn laatste acties voor het bewustzijn te verliezen de automatische piloot en de hoogtestabilisatie kan inschakelen.
Nancy Pryor informeert de controletoren van Salt Lake City dat de volledige vluchtcrew of gestorven of onbeschikbaar is en dat er niemand is om het toestel te besturen. Ze geeft een verslag van de schade in de cockpit. Joe Patroni, van de directie van Columbia Air Lines verneemt van de noodsituatie en schakelt de hulp in van kapitein Al Murdock, het hoofd van de vluchtopleiding van Columbia én de partner van Nancy Pryor, hoewel hun relatie net dan door een tumultueuze fase ging.
Patroni en Murdock vliegen met een kleine jet van Columbia naar Salt Lake. Onderweg houden ze contact met Pryor wat hun informeert dat de automatische piloot het toestel op hoogte houdt maar niet kan gebruikt worden voor bochten. Het vliegtuig is evenwel koers aan het zetten naar de Wasatch bergketen, dus begeleidt Murdock Pryor via de radio in het proces om de koers te corrigeren. Midden in dit manoeuvre valt de verbinding evenwel uit en de controletoren van Salt Lake City slaagt er niet meer in het radiosignaal te herstellen.
Met de onmogelijkheid van Columbia 409 om te keren, het kerosinelek en de nadering van de Wasatch bergen wordt een operatie omgezet met een Sikorsky MH-53 helikopter van de United States Air Force. Een eerste piloot wordt naar beneden gewincht door het gat in de cockpit maar deze operatie mislukt en de piloot stort neer. Ondertussen slaagt Pryor met een verwarde uitleg van kapitein Stacy wel in om door het verhogen van de snelheid te stijgen en zo de bergketen te ontwijken.
De enige andere persoon in de helikopter die een 747 aan de grond kan zetten is kapitein Murdock die als volgende naar beneden wordt gewincht. Hij slaagt erin succesvol de cockpit te bereiken en kan het vliegtuig veilig aan de grond zetten op Salt Lake City Airport. De stewardessen slagen erin om alle passagiers succesvol langs de evacuatieglijbanen uit het vliegtuig te geleiden, en Pryor en Murdock vallen elkaar in de armen.

## Rolverdeling
| Acteur              | Personage                   |
| ------------------- | --------------------------- |
| Charlton Heston     | kapitein Alan Murdock       |
| Karen Black         | hoofdstewardess Nancy Pryor |
| George Kennedy      | Joe Patroni                 |
| Efrem Zimbalist jr. | kapitein Stacy              |
| Gloria Swanson      | zichzelf                    |
| Susan Clark         | mevr. Patroni               |
| Helen Reddy         | zuster Ruth                 |
| Linda Blair         | Janice Abbott               |
| Dana Andrews        | Scott Freeman               |
| Myrna Loy           | mevr. Devaney               |
| Sid Caesar          | Barney                      |
| Roy Thinnes         | eerste officier Urias       |
| Ed Nelson           | majoor Alexander            |
| Nancy Olson         | mevr. Abbott                |
| Larry Storch        | Purcell                     |
| Martha Scott        | zuster Beatrice             |
| Norman Fell         | Bill                        |
| Jerry Stiller       | Sam                         |
| Conrad Janis        | Arnie                       |
| Beverly Garland     | mevr. Freeman               |
| Linda Harrison      | Winnie                      |
| Guy Stockwell       | kolonel Moss                |
| Erik Estrada        | vluchtingenieur Julio       |
| Kip Niven           | luitenant Thatcher          |